# Corea del Sur en los Juegos Paralímpicos de Pekín 2008
Corea del Sur estuvo representada en los Juegos Paralímpicos de Pekín 2008 por un total de 79 deportistas, 59 hombres y 20 mujeres.

## Medallistas
El equipo paralímpico surcoreano obtuvo las siguientes medallas:
| Nombre                                                | Deporte                   | Evento                                      |
| ----------------------------------------------------- | ------------------------- | ------------------------------------------- |
| Oro                                                   |                           |                                             |
| Hong Suk-Man                                          | Atletismo                 | 400 m T53 masculino                         |
| Park Keon-Woo                                         | Bochas                    | Individual BC3 mixto                        |
| Jeong Ho-Won Park Keon-Woo Shin Bo-Mee                | Bochas                    | Dobles BC3 mixto                            |
| Choi Kyoung-Sik Jung Eun-Chang Kim Byoung-Young       | Tenis de mesa             | Equipo 4-5 masculino                        |
| Lee Yun-Ri                                            | Tiro                      | Rifle deportivo 3 × 20 m SH1 femenino       |
| Lee Ji-Seok                                           | Tiro                      | Rifle de aire de pie SH2 mixto              |
| Lee Ji-Seok                                           | Tiro                      | Rifle de aire en posición tendida SH2 mixto |
| Park Sea-Kyun                                         | Tiro                      | Pistola libre SH1 mixto                     |
| Lee Hwa-Sook                                          | Tiro con arco             | Recurvo individual de pie femenino          |
| Cho Hyun-Kwan Kim Hong-Kyu Lee Hong-Gu                | Tiro con arco             | Recurvo por equipos clase abierta masculino |
| Plata                                                 |                           |                                             |
| Jin Yong-Sik                                          | Ciclismo en pista         | Persecución individual CP3 masculino        |
| Min Byeong-Eon                                        | Natación                  | 50 m espalda S3 masculino                   |
| Cho Jae-Kwan                                          | Tenis de mesa             | Individual 1 masculino                      |
| Jung Eun-Chang                                        | Tenis de mesa             | Individual 4-5 masculino                    |
| Kim Im-Yeon                                           | Tiro                      | Rifle deportivo 3 × 20 m SH1 femenino       |
| Moon Aee-Kyung                                        | Tiro                      | Pistola de aire SH1 femenino                |
| Lee Ju-Hee                                            | Tiro                      | Pistola libre SH1 mixto                     |
| Kim Ki-Hee Kim Ran-Sook Lee Hwa-Sook                  | Tiro con arco             | Recurvo por equipos clase abierta femenino  |
| Bronce                                                |                           |                                             |
| Hong Suk-Man                                          | Atletismo                 | 200 m T53 masculino                         |
| Hong Suk-Man                                          | Atletismo                 | 800 m T53 masculino                         |
| Hong Suk-Man Jung Dong-Ho Kim Gyu-Dae Yoo Byung-Hoon  | Atletismo                 | 4 × 100 m T53/54 masculino                  |
| Jeong Ho-Won                                          | Bochas                    | Individual BC3 mixto                        |
| Jin Yong-Sik                                          | Ciclismo en ruta          | Contrarreloj CP3 masculino                  |
| Jung Keum-Jong                                        | Levantamiento de potencia | –56 kg masculino                            |
| Min Byeong-Eon                                        | Natación                  | 50 m libre S3 masculino                     |
| Moon Sung-Hye                                         | Tenis de mesa             | Individual 4 femenino                       |
| Lee Hae-Kon                                           | Tenis de mesa             | Individual 1 masculino                      |
| Kim Kyung-Mook                                        | Tenis de mesa             | Individual 2 masculino                      |
| Cho Jae-Kwan Kim Kong-Yong Kim Kyung-Mook Lee Hae-Kon | Tenis de mesa             | Equipo 1-2 masculino                        |
| Lee Ju-Hee                                            | Tiro                      | Pistola de aire SH1 masculino               |
| Sim Jae-Yong                                          | Tiro                      | Rifle de aire en posición tendida SH1 mixto |